# Exultavit cor nostrum (Urban IV.)
Exultavit cor nostrum ist ein Apostolisches Schreiben in Form einer Päpstlichen Bulle und wurde von Papst Urban IV. im Jahre 1263 geschrieben. Dieses war der erste Kontakt mit dem Führer der mongolischen Dynastie der Ilchane.
Über dieses Schreiben gibt es unterschiedliche Bewertungen. Wahrscheinlich ist, dass das Schreiben eine Reaktion auf die Mitteilungen der päpstlichen Gesandten war. Als Gegengewicht gegen die Mamluken und die Türken in Anatolien betrieb Hülegü eine Bündnispolitik mit Byzanz und suchte Kontakt zu den christlichen Staaten Westeuropas und dem Vatikan. Demnach soll Hülegü die Absicht erklärt haben, neben seinen anderen Gemahlinnen auch eine byzantinische Prinzessin heiraten zu wollen. Dieses betrachtete Urban IV. als eine Annäherung an den Westen und begrüßte in dieser Bulle diesen Schritt, er deutete diese Entwicklung als Stärkung gegen die Goldene Horde.